# 菊水化学工業
菊水化学工業株式会社（きくすいかがくこうぎょう、英: KIKUSUI Chemical Industries Co., Ltd.）は、愛知県名古屋市中区に本社を置く総合塗料メーカー。

## 沿革
- 1959年（昭和34年）5月21日 - 「菊水商事有限会社」として創業[1][3]。
- 1961年（昭和36年）3月25日 - 組織変更により「菊水株式会社」を設立[1][3]。
- 1963年（昭和38年）6月12日 - 「菊水化学工業株式会社」に商号を変更[1][3]。
- 1986年（昭和61年）4月 - 親会社の菊水化学工業株式会社を吸収合併[1][3]。
- 1988年（昭和63年）11月2日 - 名古屋証券取引所市場第二部に株式を上場[1][3]。
- 1999年（平成11年）3月15日 - ISO 9001認証を取得[3]。
- 2010年（平成22年）1月13日 - 日本スタッコ株式会社を子会社化[1][3]。
- 2014年（平成26年）
  - 10月31日 - セラミック事業を株式会社レプトンに譲渡[1][3]。
  - 12月16日 - 東京証券取引所市場第二部に株式を上場[1][3]。

## 事業所
- 本社（愛知県名古屋市中区栄）[4]
- 支店（仙台、東京、名古屋、関西、福岡）[4]
- 営業所（札幌、北関東、千葉、横浜、新潟、金沢、松本、静岡、岡山、北九州、鹿児島）[4]
- 工場（茨城、各務原、犬山、福岡）[4]

## 関連会社
- 日本スタッコ株式会社[1]
- 菊水化工（上海）有限公司[1]

## 不祥事
菊水化学工業の常務を務める男性が、前勤務先である日本ペイントの主力商品である「水性ケンエース」に関する設計書を無断で複製して持ち出し、これを基に菊水化学で塗料を製作したなどとして、不正競争防止法違反容疑で愛知県警察に逮捕された。この常務は「記念に持ち帰った」と話しており、違法性を認識していた可能性が出ている。